# TASKRADIC
『TASKRADIC』（タスクラジック）は、新潟放送（BSNラジオ）で放送しているラジオ番組。

## 概要
若者を応援するリクエストバラエティー。番組名は麦島「侑」と「ラジオ」と「ミュージック」からなる造語である。番組公式ハッシュタグは『#TASKRADIC』と『#タスクラジック』を推奨している。
番組冒頭で麦島のラップを披露するのがお決まりになっている。

## パーソナリティ
- 麦島侑（新潟放送アナウンサー）

## 放送時間
- 2019年4月7日 - 、新潟放送（BSNラジオ） 毎週日曜日 11:00 - 12:30

## 番組コーナー
SHAVERADIC（シャベラジック）
リスナーと電話を繋いだり、リスナーをスタジオに呼び、悩みや好きな曲などを訊くコーナー。出演したリスナーにはノベルティの番組ステッカーをプレゼントしている。
DECORADIC（デコラジック）
ゲストコーナー。
INSTARADIC（インスタラジック）
麦島のインスタグラムが人気になるようなネタややってほしい事を募集し、麦島が実践するコーナー。採用者にはノベルティの番組ステッカーをプレゼントしている。
EMORADIC（エモラジック）
「心に残った曲」「フレーズが忘れられない曲」「後世に歌い継ぎたい曲」のリクエストを募るコーナー。採用者にはノベルティの番組ステッカーをプレゼントしている。
メッセージテーマ
月初めの放送のみメッセージテーマを設け、メッセージを募集している。
この他、普通のお便りや曲のリクエストを募集している。

## ゲスト
| 2019年             | 2019年                                                                       |
| 放送回数（放送日） | ゲスト                                                                       |
| ------------------ | ---------------------------------------------------------------------------- |
| 第1回（4月7日）    | The Madpotatoman                                                             |
| 第2回（4月14日）   | KRYZ                                                                         |
| 第3回（4月21日）   | 相馬奈奈恵（ManhattanRain）                                                  |
| 第4回（4月28日）   | RYUTist（※コメントゲスト）、加藤店長（CLUB RIVERST）                         |
| 第5回（5月5日）    | ルゥ                                                                         |
| 第6回（5月12日）   | 後藤正文（ASIAN KUNG-FU GENERATION）（※コメントゲスト）、岩船ひろき          |
| 第7回（5月19日）   | 大胡田なつき（パスピエ）（※コメントゲスト）、Chan-K                          |
| 第8回（5月26日）   | COLOR CREATION（※コメントゲスト）、シナリオアート（※コメントゲスト）、岡村翼 |
| 第9回（6月2日）    | Calmera（※電話出演）                                                         |
| 第10回（6月9日）   | FOMARE（※コメントゲスト）、useless human being                               |
| 第11回（6月16日）  | The Winking Owl（※コメントゲスト）、Mondeo                                   |
| 第12回（6月23日）  | Halo at 四畳半（※コメントゲスト）、小林幸子                                  |
| 第13回（6月30日）  | SURFACE（※コメントゲスト）、TAKAHIRO（ラッパー）、DJ c-zoo                   |
| 第14回（7月7日）   | Tempalay（※コメントゲスト）、THREE1989                                       |
| 第15回（7月14日）  | My Hair is Bad                                                               |
| 第17回（7月28日）  | SURFACE                                                                      |
| 第18回（8月4日）   | SAKANAMON                                                                    |
| 第19回（8月11日）  | まるりとりゅうが、KONG                                                       |
| 第20回（8月18日）  | 宇崎竜童                                                                     |
| 第21回（8月25日）  | 藤田伸吾                                                                     |
| 第22回（9月1日）   | lazuli rena nicole : ラズリ レナ ニコル                                      |
| 第23回（9月8日）   | クニタケヒロキ（THE FOREVER YOUNG）、SO-TA                                   |
| 第24回（9月15日）  | KRYZ                                                                         |
| 第25回（9月22日）  | SEAMO、嘘泣きドール                                                          |
| 第26回（9月29日）  | クニタケヒロキ（THE FOREVER YOUNG）                                          |
| 第27回（10月6日）  | 西崎ゴウシ伝説、PAKshin（Calmera）                                           |
| 第28回（10月13日） | おごせ綾、ガラパゴス（お笑いコンビ）                                         |
| 第29回（10月20日） | 遠藤大斗、大平一心（ぜんりょくボーイズ）、大黒柚姫、坂本遥奈（TEAM SHACHI）  |
| 第30回（10月27日） | Pororoca、五十嵐夢羽、宇野友恵（RYUTist）                                    |
| 第31回（11月3日）  | シルエ                                                                       |
| 第32回（11月10日） | GANG PARADE                                                                  |
| 第33回（11月17日） | DA PUMP、真島梓                                                              |
| 第34回（11月24日） | 果歩                                                                         |
| 第35回（12月1日）  | Zeebra、DJ CELORY                                                            |
| 第36回（12月8日）  | さっきの女の子、尾崎裕哉                                                     |
| 第37回（12月15日） | 倖田來未、オオノカツミ（ザ・ジュアンズ）、BRADIO、Dar-Tなたでここ            |
| 第38回（12月29日） | KONG、MaWaRu                                                                 |

| 2020年                | 2020年                                     |
| 放送回数（放送日）    | ゲスト                                     |
| --------------------- | ------------------------------------------ |
| 第39回（1月5日）      | The Madpotatoman                           |
| 第40回（1月12日）     | 小野雄大（うたたね）                       |
| 第41回（1月19日）     | 大越裕太（RAPTOR）                         |
| 第42回（1月26日）     | 丸山拓真                                   |
| 第43回（2月2日）      | イサ                                       |
| 第44回（2月9日）      | 眉村ちあき、TSUNEI                         |
| 第45回（2月16日）     | ネクライトーキー、ハンブレッダーズ、MaWaRu |
| 第47回（3月1日）      | 小口美弥子                                 |
| 第48回（3月8日）      | ミーファープー、Novelbright                |
| 第49回（3月15日）     | 林青空                                     |
| 第50回（3月22日）     | シナリオアート                             |
| 第51回（3月29日）     | 伊津創汰                                   |
| 第52回（4月5日）      | 横山直弘（感覚ピエロ）、SnowWhite          |
| 第53回（4月12日）     | 武藤晴葵、しゅーさく（clumsy dolt）        |
| 第54回（4月19日）     | Nao☆（Negicco）、柴田聡子                  |
| 第55回（4月26日）     | 田中（SBYZ）                               |
| 第56回（5月3日）      | ぴろん（ひなた）                           |
| 第57回（5月10日）     | 山田海斗（Novelbright）                    |
| 第58回（5月17日）     | はせしょ（ホロトニア）                     |
| 第59回（5月24日）     | おかゆ                                     |
| 第60回（5月31日予定） | オオタモトキ（TELLECHO）                   |

## TASKRADIX
- 第16回（2019年7月21日）の放送ではイベント『BSN夏ラジオ 2019～真夏の文化祭～』の一環として、新潟ふるさと村のバザール館から『夏ラジオスペシャル「TASKRADIX（タスクラジックス）」』というタイトルで公開生放送を行った[74]。同年、12月29日（第38回）の放送では『TASKRADIX in メディアシップ』というタイトルで新潟日報メディアシップ そらの広場から公開生放送を行った[75]。

## エピソード
- 2019年12月22日は特別番組を放送のため放送休止となった[76]。
- 第20回（2019年8月18日放送分）は関屋浜海水浴場でインタビューをした模様を放送した[77]。
- 第46回（2020年2月23日放送分）は白山駅周辺と新潟デザイン専門学校で学生にインタビューをした模様を放送した[78]。